# یوهان توزغار
یوهان توزغار (انگلیسی: Yoann Touzghar؛ زادهٔ ۲۸ نوامبر ۱۹۸۶) بازیکن فوتبال اهل تونس است.
از باشگاه‌هایی که در آن بازی کرده‌است می‌توان به باشگاه فوتبال آفریقایی، باشگاه فوتبال آمیان، و باشگاه فوتبال لانس اشاره کرد.
وی همچنین در تیم ملی فوتبال تونس بازی کرده‌است.